# Binong (Binong)
Binong is een bestuurslaag in het regentschap Subang van de provincie West-Java, Indonesië. Binong telt 6824 inwoners (volkstelling 2010).